# ジュシー＝ル＝ショードリエ
ジュシー＝ル＝ショードリエ （Jussy-le-Chaudrier）は、フランス、サントル＝ヴァル・ド・ロワール地域圏、シェール県のコミューン。

## 地理
ジュシー＝ル＝ショードリエは、ヌヴェールから24km圏以内にあり、サンセールの南27kmに位置する。

## 歴史
コミューンの古い名称はJussiacum in Calderiisである。
1791年、ジュシーの司祭ルイ・ジェルブロンは、聖職者民事基本法への宣誓を拒否した。彼は教区民のそばにいたが、1793年に逮捕され、ロシュフォール監獄へ送られて1794年に死亡した。

## 人口統計
| 1962年 | 1968年 | 1975年 | 1982年 | 1990年 | 1999年 | 2004年 | 2014年 |
| ------ | ------ | ------ | ------ | ------ | ------ | ------ | ------ |
| 697    | 645    | 565    | 545    | 515    | 526    | 580    | 629    |

参照元:1962年から1999年までは複数コミューンに住所登録をする者の重複分を除いたもの。それ以降は当該コミューンの人口統計によるもの。1999年までEHESS/Cassini、2006年以降INSEE。

## 史跡
- コマンドリー - テンプル騎士団が建設。聖ヨハネ騎士団からはボルドのコマンドリーと名付けられていた。歴史的記念物[6]。